# Mideo
Mideo (en latín, Midaeium, en griego antiguo: Μιδάειον, Midáeion), también Midaium o Midaion (Μιδάιον, Midáion), era una ciudad del noreste de la Antigua Frigia. Estaba situada a orillas del pequeño río Batis, en el camino de Dorileo a Pesinunte, y durante el Imperio romano pertenecía al conventus de Sínada.
En el Synecdemus aparece como Medaium o Medaion (Μεδάϊον). La ciudad, como su nombre indica, debió haber sido construida por uno de los antiguos reyes de Frigia, y se ha hecho famosa en la historia por el hecho de que Sexto Pompeyo, hijo de Pompeyo el Grande, fue hecho prisionero allí por los generales de Marco Antonio, y luego ejecutado. Se ha supuesto, con cierta probabilidad, que la ciudad de Mygdum, mencionada por Amiano Marcelino, es la misma que Mideo.
Fue sede de un obispado en la Antigüedad, aunque ya no es un obispado con residencia, pero bajo el nombre de Midaëum, sigue siendo una sede titular de la Iglesia Católica.
El lugar está ubicado cerca de Karahüyük, en la provincia de Eskişehir, en la Turquía asiática.